# Северн-Котсуолдские гробницы
Северн-Котсуолд, англ. Severn-Cotswold, или Котсуолд-Северн, англ. Cotswold-Severn — тип мегалитических камерных гробниц эпохи неолита, распространённых на территории Уэльса и Западной Англии. Гробницы датируются примерно 3500 г. до н. э. Примеры:
- Уэйлендз-Смайти, Оксфордшир (на фотографии),
- Уэст-Кеннет-Лонг-Барроу около Эйвбери, Уилтшир,
- Хетти-Пеглерз-Тамп, около Юли, Глостершир,
- Белас-Нэп, около Уинчкомба, Глостершир.

## Описание
Гробницы данного типа выглядят как длинные трапециевидные земляные курганы поверх погребальной камеры. Таким образом, они относятся к типу «камерный длинный курган». Различаются три типа гробниц. В первом случае пары небольших погребальных камер отходят от обеих сторон центральной прямоугольной погребальной камеры, которая соединена с входным помещением. Во втором случае вход представляет собой фальшивый вход, тогда как доступ в погребальные камеры обеспечивается с боков кургана, снаружи. В третьем случае имеется только большая одиночная камера.

## Распространение однотипных захоронений
Гробницы данного типа в основном находятся на возвышенности Котсуолдс, однако отдельные экземпляры существуют на полуострове Гауэр, в Эйвбери и Северном Уэльсе. Количество гробниц каждого из 3 перечисленных выше типов примерно одинаково, и археологи предполагали вначале, что их конструкция эволюционировала со временем. В 1960-е и 1970-е годы Джон Коркоран высказал гипотезу, что три типа сосуществовали в одно и то же время, что было подтверждено последующими раскопками.
Гробницы Северн-Котсуолдского типа имеют ряд сходных характеристик с нефовыми галерейными гробницами (en:transepted gallery grave) региона Луары; возможно, луарские гробницы повлияли на котсуолдские, у которых потом развились местные особенности — например, боковые камеры.